# Марушич, Дарко
Дарко Марушич (словен. Darko Marušič; 6 декабря 1919, Луковица-при-Домжалах — 17 ноября 1943, Локавицца) — югославский словенский слесарь, партизан Народно-освободительной войны Югославии, Народный герой Югославии.

## Биография
Родился 6 декабря 1919 года в Луковице-при-Домжалах, где проживала его семья, бежавшая из Опатье-Села во время Первой мировой войны. Они вернулись в родное село в 1921 году, но из-за серьёзных экономических проблем они покинули его и перебрались в Бразилию. В 1925 году вернулись на родину и ещё через 6 лет переехали в Любляну. Там Дарко учился в средней технической школе, выучившись на слесаря. Работал в обществе Unitas. В 1938 году вступил в Союз коммунистической молодёжи Югославии, с 1940 года член Коммунистической партии Словении. Активно занимался спортом, был боксёром в средней весовой категории и выступал за Дравскую бановину на чемпионатах Югославии.
После оккупации Королевства Югославии Марушич ушёл в партизанское подполье в Шишке и стал секретарём Люблянского окружного комитета Союза коммунистической молодёжи Югославии, участвовал в операциях Службы разведки и безопасности Народно-освободительного движения. В середине февраля 1942 года был отправлен по приказу ЦК КПС в Триест, где создал местную ячейку Освободительного фронта словенского народа и образовал трудовой кружок, куда входили итальянские и словенские антифашистские организации. После капитуляции Италии вошёл в Приморский покраинский комитет Освободительного фронта. Занимался пропагандой на Красе, в Бркинях и Словенске-Истре. С 6 октября 1943 — политрук при Триестской дивизии, с ноября — помощник политрука Горицкой дивизии. Выполнял задания, пользуясь фальшивыми паспортами на имя Эмиля Сирка и Блажа Робиды.
17 ноября 1943 погиб в бою с патрулем вермахта.
14 декабря 1949 Дарко Марушичу присвоено посмертно звание Народного героя Югославии.